# Rodea
En la mitologia grega, Rodea (en grec antic Ρόδεια) era la major de les oceànides, una nimfa, filla d'Oceà i de Tetis, que Hesíode cita a la seva llista d'oceànides.
Els seus pares van ser els titans Oceà i Tetis, i va tenir moltes germanes, segons Hesíode fins a 3.000, i molts germans, els Oceànits, déus fluvials, que també n'eren 3.000. Els seus avis eren Urà i Gea.
Segons els Himnes homèrics, era una de les companyes de jocs de Persèfone. De vegades es confon amb Rode, la nimfa epònima de illa de Rodes.